# La Cité-Limoilou
Pour les articles homonymes, voir Limoilou (homonymie).
La Cité-Limoilou est l'un des six arrondissements de la ville de Québec. Abritant le cœur historique ainsi que le siège de nombreuses institutions gouvernementales et culturelles, l'arrondissement est constitué de la haute-ville et de la basse-ville de Québec, qui forment « la Cité » originelle de Québec, ainsi que de Limoilou, développé au nord de celle-ci au XIXe siècle. Ces deux secteurs, unis depuis 1909, forment la partie la plus dense et la plus ancienne de Québec.

## Géographie

### Territoire
Situé au sud-est de la ville, La Cité-Limoilou est le plus petit des six arrondissements de Québec. Il possède une superficie de 22,18 km2 ce qui constitue environ 5 % du territoire municipal. Sa taille est inversement proportionnelle à sa densité de population qui est la plus élevée de la ville avec 4 864 habitants par kilomètre carré. L'arrondissement est découpé en 9 quartiers, dits « quartiers centraux », dont le Vieux-Québec–Cap-Blanc–colline Parlementaire constitue le cœur historique et le centre-ville. 

### Géologie et relief

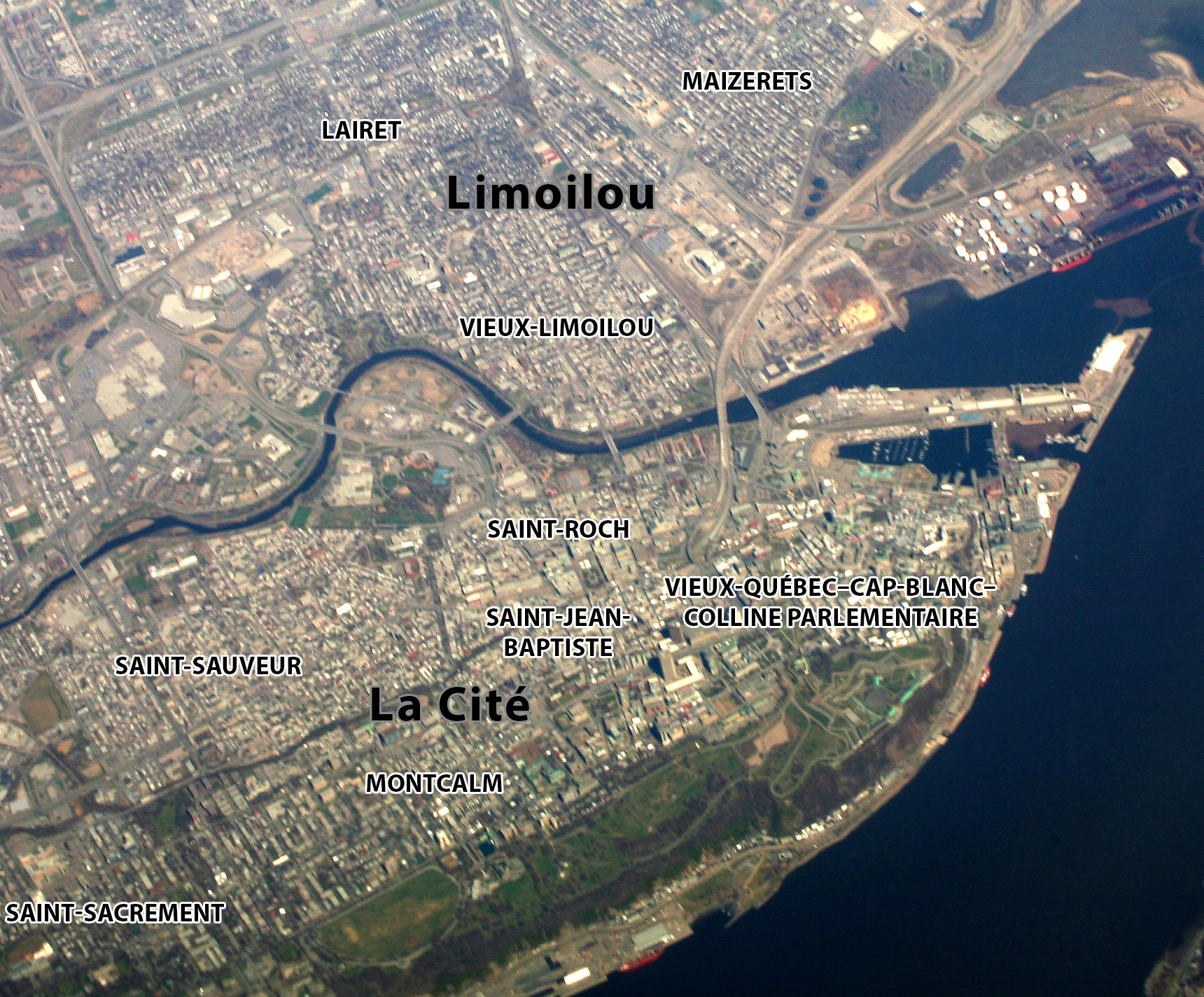
Vue aérienne de La Cité-Limoilou et de ses quartiers

La rivière Saint-Charles est une frontière naturelle entre les deux secteurs de l'arrondissement : La Cité, au sud, et Limoilou, au nord. Par ailleurs, la vallée de la rivière Saint-Charles est surplombée par la colline de Québec, au sud. Les termes haute-ville et basse-ville sont employés pour décrire cette particularité géographique. L'altitude de la haute-ville dépasse les 100 mètres tandis que celle de la vallée ne dépasse que légèrement le niveau de la mer.
D'un point de vue géologique, La Cité-Limoilou est à cheval sur deux provinces géologiques séparées entre elles par la faille de Logan. La haute-ville est rattachée à la province des Appalaches. On y trouve du calcaire argileux avec des interlits de shale de moins de 1 m d'épaisseur. La basse-ville et le reste de l'arrondissement font partie de la plate-forme des basses-terres du Saint-Laurent. Le sous-sol est constitué d'ardoise et d'ardoise dolomitique.
Une falaise marque la limite entre la haute et la basse-ville. Elle a longtemps défini l'aménagement du territoire de la ville. Encore aujourd'hui, la haute-ville regroupe de nombreuses institutions politiques et culturelles ainsi que plusieurs édifices en hauteur, tandis que la basse-ville et Limoilou possède une prédominance résidentielle et industrielle.

### Milieux naturels
La Cité-Limoilou est traversé en son centre par la rivière Saint-Charles, laquelle se jette dans le fleuve Saint-Laurent qui englobe tout l'arrondissement sur ses façades sud et est. En raison de l'urbanisation, il subsiste peu de milieux humides. L'estuaire de la Saint-Charles a été canalisé à partir du 19e siècle, donnant naissance au bassin Louise. Son méandre formant la Pointe-aux-Lièvres est reconfiguré dans les années 1950. La rivière Lairet, traversant initialement Limoilou, est canalisée dans les années 1960.
Les plaines d'Abraham, le domaine de Maizerets et le parc linéaire de la rivière Saint-Charles sont les principaux espaces naturalisés de l'arrondissement.

### Climat
Les îlots de chaleur urbain sont présents dans plusieurs secteurs de l'arrondissement en raison d'une minéralisation importante et d'une faible canopée. Dans une expérience menée en 2014, la température ambiante dans le quartier de Saint-Sauveur était approximativement de 3°C plus élevée que dans le quartier de Sillery. La température des bâtiments était jusqu'à 9°C plus chaude.
En 2019, des chiffres publiés par Climate Central dans Nature Communications alarme sur les risques de submergement en raison des changements climatiques. Selon ces données, une grande partie de La Cité-Limoilou est à risque d'inondation. Les estimations sont jugées exagérées par des experts. Les débordements côtiers sont cependant ont un phénomène météorologique relativement habituel au printemps dans le Vieux-Port en raison des marées et tempêtes,.

### Quartiers
La Cité-Limoilou est divisé en neuf quartiers :
| Quartier                                     | Code | Population (2016) | Densité (2016)  |
| -------------------------------------------- | ---- | ----------------- | --------------- |
| Vieux-Québec–Cap-Blanc–colline Parlementaire | 1-1  | 5 770             | 1 345 hab./km2  |
| Saint-Roch                                   | 1-2  | 7 810             | 5 085 hab./km2  |
| Saint-Jean-Baptiste                          | 1-3  | 9 245             | 13 799 hab./km2 |
| Montcalm                                     | 1-4  | 13 640            | 7 794 hab./km2  |
| Saint-Sauveur                                | 1-5  | 15 495            | 3 903 hab./km2  |
| Saint-Sacrement                              | 1-6  | 10 835            | 6 374 hab./km2  |
| Lairet                                       | 6-1  | 15 865            | 5 342 hab./km2  |
| Maizerets                                    | 6-2  | 14 570            | 3 282 hab./km2  |
| Vieux-Limoilou                               | 6-3  | 14 425            | 14 425 hab./km2 |

## Histoire

### La Cité fortifiée

La Cité fortifiée de Québec s'articule au pied et au sommet du cap Diamant.

L'histoire de La Cité-Limoilou est intimement liée à celle de la ville de Québec puisque c'est sur ce territoire que la ville se développera durant près de 400 ans avant les fusions municipales aux villes voisines. Le site, découvert par Jacques Cartier en 1535, est d'abord celui du village iroquoien de Stadaconé. Ce n'est qu'en 1608 que Samuel de Champlain fonde Québec dans le secteur aujourd'hui connu comme le Vieux-Québec.
La cité se développe initialement à l'intérieur des fortifications de Québec, au sommet et au pied du cap Diamant. Le reste du territoire environnant, consacré à l'agriculture, est progressivement défriché et labouré durant le XVIIe siècle. Constitués en fiefs et seigneuries, les terres appartiennent souvent aux congrégations religieuses. Dès cette époque sont tracés les principaux axes de communication que sont le chemin Sainte-Foy, le chemin Saint-Louis (Grande Allée), le chemin de Lorette (rue Saint-Vallier), la route de Charlesbourg (1re Avenue) ou bien la route de Beauport (chemin de la Canardière) afin de rejoindre les autres bourgs de l'agglomération.

### Expansion en dehors des murs

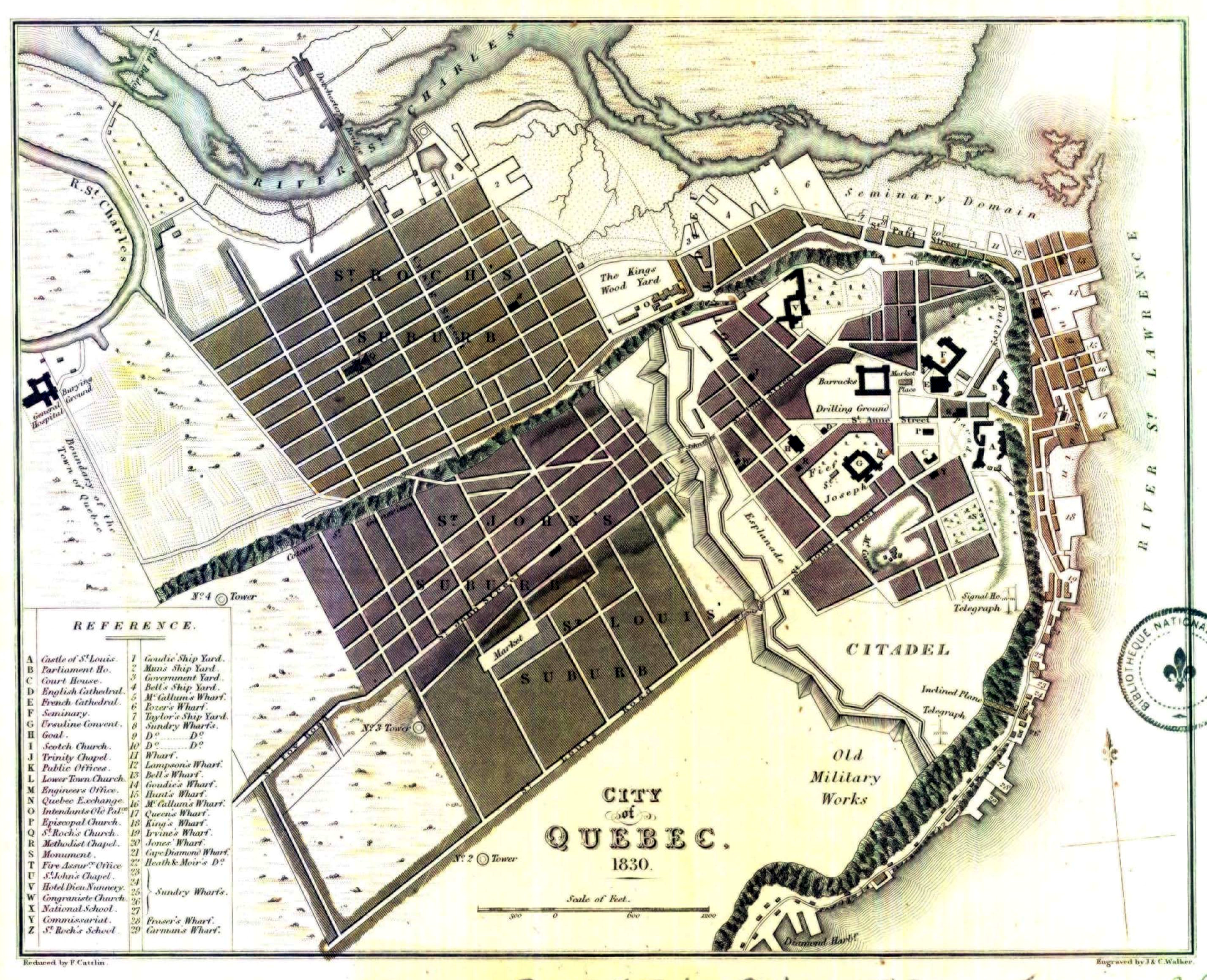
Carte de la cité et de ses trois faubourgs (Saint-Roch, Saint-Jean et Saint-Louis) en 1830

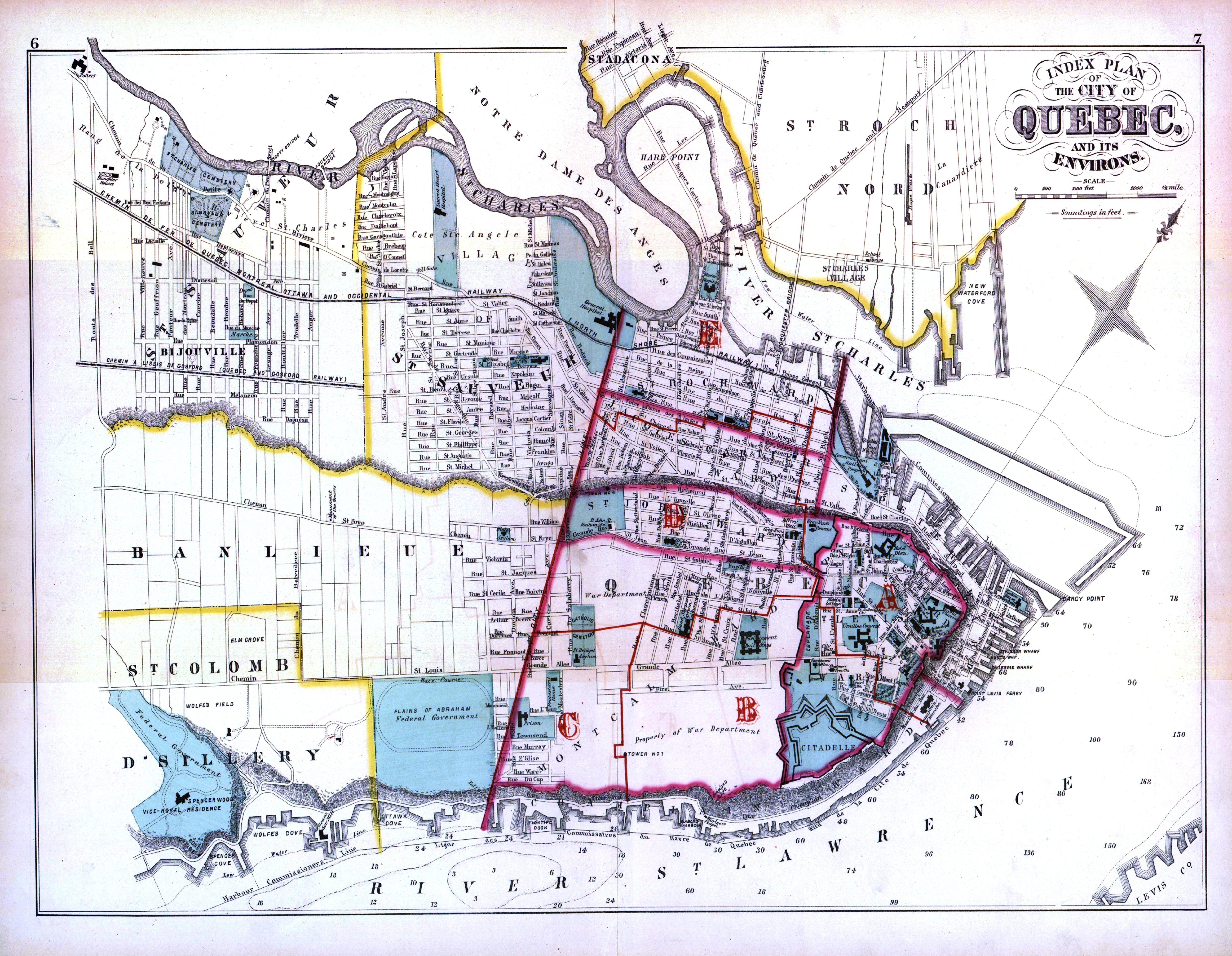
Carte de La Cité-Limoilou en 1879

Un premier faubourg, nommé Hiché et qui deviendra Saint-Roch, voit le jour au milieu du 18e siècle. Sa création permet de reloger les artisans et les ouvriers en dehors des murs. Le faubourg Saint-Jean s'urbanise à son tour à partir des années 1780. En 1789, un premier pont enjambant la Saint-Charles est construit à l'emplacement actuel du pont Drouin. En 1792, les deux faubourgs sont intégrés à la ville de Québec lorsque ses limites sont repoussées jusqu'à une ligne plus à l'ouest correspondant approximativement à l'actuel boulevard Langelier. Un troisième faubourg, Saint-Louis, s'ajoutera aux deux précédents et à la cité fortifiée. Ces faubourgs seront rasés et reconstruits à la suite d'incendies durant le 19e siècle (1845, 1866, 1881).
Avec l'Acte pour incorporer la Cité de Québec en 1832, Québec est divisée en 10 quartiers et obtient un conseil municipal. Néanmoins, en dehors des limites de la ville, de nouveaux villages voient le jour au sein de la municipalité de Saint-Roch-de-Québec. Leur naissance est motivée par la présence de nombreux chantiers maritimes durant l'âge d'or du port de Québec et la construction du chemin de fer Québec, Montréal, Ottawa & Occidental le long de la rivière Saint-Charles. En haute-ville, Montcalm se développe avec l'arrivée de villas bourgeoises le long des chemins Sainte-Foy et Saint-Louis.

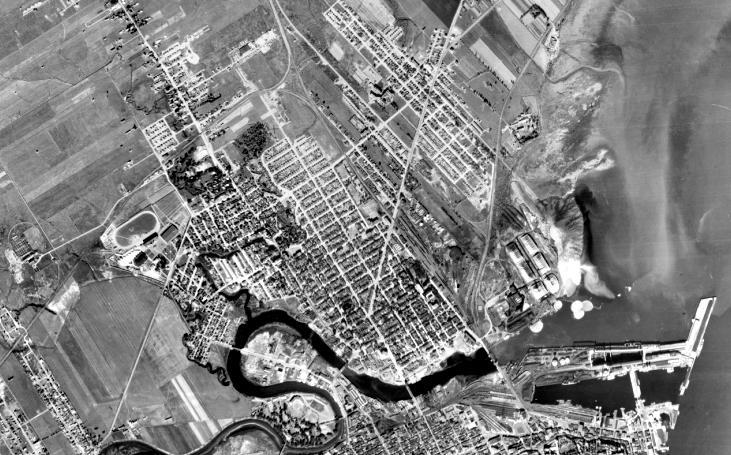
Vue aérienne de Limoilou en 1948 illustrant son plan hippodamien

Jusque vers la fin du XIXe siècle, le territoire du secteur de Limoilou était entièrement rural. Puis sont apparus les villages ouvriers de Stadacona, Hedleyville et New Waterford sur la rive nord de la rivière Saint-Charles, dans le secteur portant alors le nom de Saint-Roch-Nord. Stadacona, dont ont émergé Smithville et Parkeville, est le plus populeux des villages et était environ situé face au méandre de la Pointe-aux-Lièvres, alors que le plus petit, New Waterford, ne comptait aucun commerce. Quant à Hedleyville, il était logé à proximité de l'estuaire de la rivière où l'on retrouve de nos jours la papeterie White Birch ainsi que la rue d'Hedleyville. Ces villages et d'autres plus petits fusionneront et utiliseront le nom « Limoilou » en 1893. Ce vocable est une variante du nom du manoir de Limoëlou, propriété de l'explorateur Jacques Cartier située à Saint-Malo en Bretagne. En 1897, une partie de son territoire se détache pour la création de la municipalité de paroisse de Saint-Michel-Archange. Limoilou sera toutefois annexée à Québec en 1909, ce qui permettra la mise en branle de projets d'urbanisation de grande envergure. La configuration en quadrillé des rues est une caractéristique du territoire. Dans le Vieux-Limoilou, la désignation de plusieurs voies par des numéros (ex. : 11e Rue, 3e Avenue) ainsi que le réseau de ruelles sont notables.
| Municipalité              | Début | Fin                                    | Raison                                 | Successeur                             |
| ------------------------- | ----- | -------------------------------------- | -------------------------------------- | -------------------------------------- |
| Québec (cité)             | 1832  | A englobé les municipalités ci-dessous | A englobé les municipalités ci-dessous | A englobé les municipalités ci-dessous |
| Québec (paroisse)         | 1845  | 1908                                   | Renommer                               | Montcalm                               |
| Saint-Roch-de-Québec      | 1845  | 1862                                   | Scinder                                | Saint-Roch-de-Québec-Nord              |
| Saint-Roch-de-Québec      | 1845  | 1862                                   | Scinder                                | Saint-Roch-de-Québec-Sud               |
| Saint-Roch-de-Québec-Nord | 1862  | 1893                                   | Scinder                                | Limoilou                               |
| Saint-Roch-de-Québec-Nord | 1862  | 1893                                   | Scinder                                | Saint-Malo                             |
| Saint-Roch-de-Québec-Sud  | 1862  | 1872                                   | Renommer                               | Saint-Sauveur                          |
| Saint-Sauveur             | 1872  | 1874                                   | Scinder                                | Notre-Dame-du-Sacré-Cœur               |
| Saint-Sauveur             | 1872  | 1889                                   | Fusionner                              | Québec                                 |
| Notre-Dame-du-Sacré-Cœur  | 1874  | 1886                                   | Renommer                               | Sacré-Cœur-de-Jésus                    |
| Sacré-Cœur-de-Jésus       | 1886  | 1980                                   | Fusionner                              | Québec                                 |
| Saint-Malo                | 1893  | 1908                                   | Fusionner                              | Québec                                 |
| Limoilou                  | 1893  | 1909                                   | Fusionner                              | Québec                                 |
| Montcalm                  | 1908  | 1913                                   | Fusionner                              | Québec                                 |

### XXesiècle: urbanisation et densification

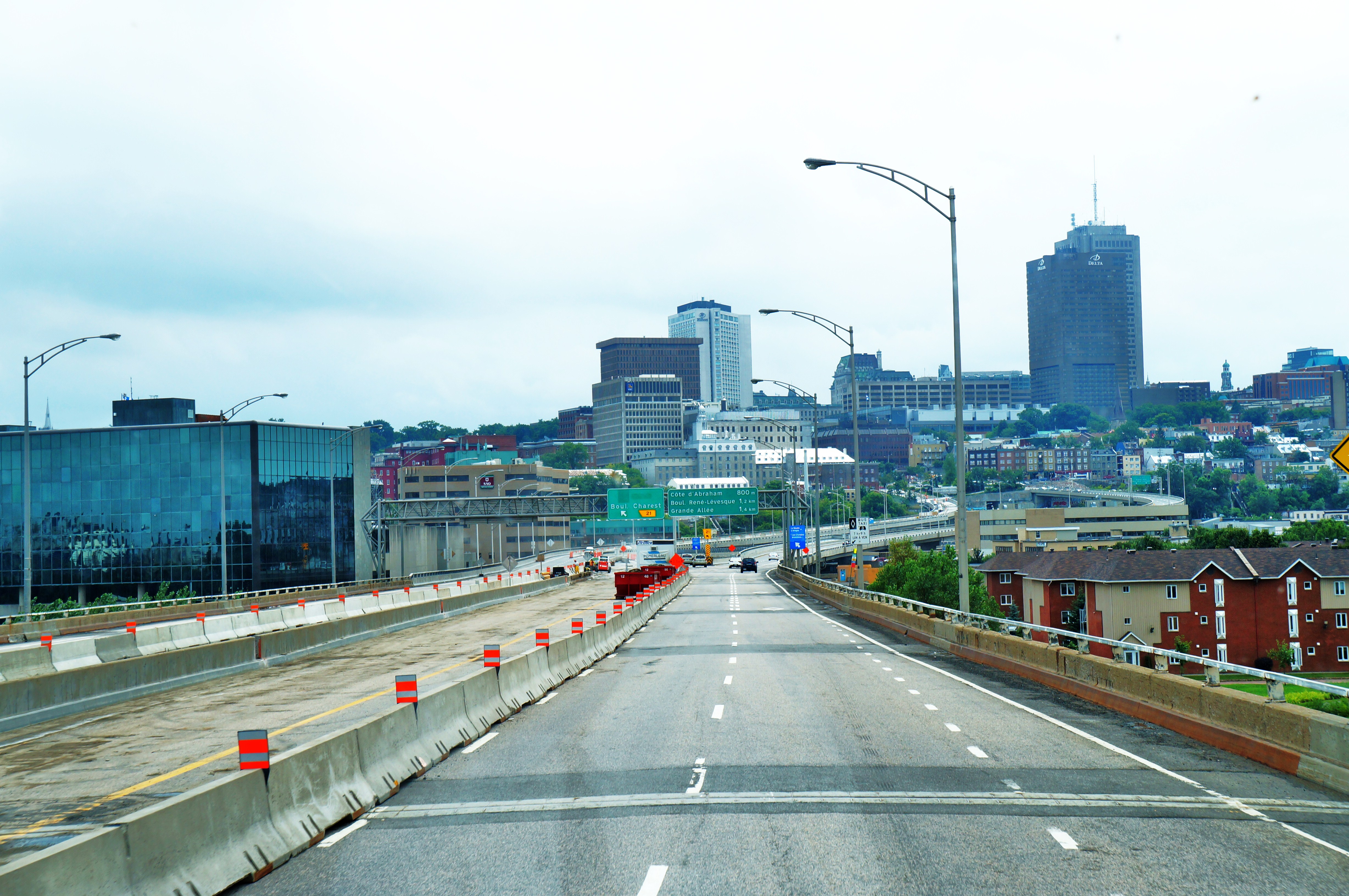
L'autoroute Dufferin-Montmorency est construite dans les années 1960 pour accéder à la colline parlementaire de Québec.

Ainsi, en 1913, la fusion des différentes municipalités qui composaient La Cité-Limoilou est achevée. Des compagnies immobilières comme la Quebec Land et la Montcalm Land veilleront à densifier Limoilou et Montcalm dans les années suivantes. Jusqu'aux années 1960, Saint-Roch s'impose comme un centre-ville vibrant au cœur de cet ensemble. Cependant, avec l'étalement urbain dû à la construction des banlieues dans la seconde moitié du siècle, le centre-ville de Québec perd en population. De vastes chantiers viennent modifier son paysage : démolitions pour permettre la densification de la colline parlementaire de Québec, construction de l'autoroute Dufferin-Montmorency et élargissement de boulevards, canalisation de la rivière Saint-Charles et détournement de la Pointe-aux-Lièvres, etc.
Dans les années 1960, le territoire de la ville de Québec correspondait encore exactement aux limites actuelles de La Cité-Limoilou. C'est seulement à la suite d'une première vague de fusions municipales avec des villes issues de l'actuel arrondissement des Rivières, entre 1970 et 1973, que le concept de l'arrondissement commence à naître. C'est le terme « secteur » qui est employé dans les années 1980 et 1990. La Haute-ville, la Basse-ville et Limoilou forment alors trois secteurs administratifs distincts sur les quatre que compte la ville.

### Création de l'arrondissement
La création du système des arrondissements de Québec se fait dans le cadre des réorganisations municipales québécoises du début des années 2000. Des municipalités limitrophes de Québec y sont alors fusionnées. Les 1er et 6e arrondissements, rapidement renommés La Cité et Limoilou, sont constitués le 1er janvier 2002.
Le 1er novembre 2009, les arrondissements de La Cité et de Limoilou sont regroupés en un seul arrondissement

## Politique

### Conseil d'arrondissement
L'arrondissement est divisé en 5 districts électoraux au conseil municipal de Québec.

Il est présidé par l'un des conseillers municipaux de l'arrondissement.
| Période                                  | Période  | Identité                    | Étiquette             | Qualité |
| ---------------------------------------- | -------- | --------------------------- | --------------------- | ------- |
| 2009                                     | 2017     | Suzanne Verreault           | Équipe Labeaume       |         |
| 2017                                     | 2021     | Geneviève Hamelin           | Équipe Labeaume       |         |
| 2021                                     | En cours | Catherine Vallières-Rolland | Québec forte et fière |         |
| Les données manquantes sont à compléter. |          |                             |                       |         |

| Période                                  | Période | Identité        | Étiquette                     | Qualité |
| ---------------------------------------- | ------- | --------------- | ----------------------------- | ------- |
| 2002                                     | 2005    | Yvon Bussières  | Renouveau municipal de Québec |         |
| 2006                                     | 2009    | Louise Lapointe | Renouveau municipal de Québec |         |
| Les données manquantes sont à compléter. |         |                 |                               |         |

| Période                                  | Période | Identité      | Étiquette                     | Qualité |
| ---------------------------------------- | ------- | ------------- | ----------------------------- | ------- |
| 2002                                     | 2005    | France Dupont | Renouveau municipal de Québec |         |
| 2006                                     | 2009    | Alain Loubier | Renouveau municipal de Québec |         |
| Les données manquantes sont à compléter. |         |               |                               |         |

## Démographie
| 2001    | 2006    | 2011    | 2016    |
| ------- | ------- | ------- | ------- |
| 107 220 | 107 835 | 106 905 | 107 885 |